# Filip Meysman
Professor doctor ingenieur Filip Meysman (1970) is een Belgische professor biogeochemie aan de Universiteit Antwerpen en coördineert het centrum Microbial Systems Technology aan de universiteit. Hij onderzoekt hoe mariene ecosystemen CO2 uit de aardatmosfeer kunnen halen via interactie tussen biologie, chemie en geologie. Verder is hij actief binnen het centrum voor Global Change Ecology van dezelfde universiteit.
Meysman is de trekker bij de burgerwetenschapsprojekten CurieuzeNeuzen, meer bepaald CurieuzeNeuzen Antwerpen en CurieuzeNeuzen in de Tuin.

## Achtergrond
In 2001 en 2002 was Meysman actief als postdoc aan het National Oceanography Centre in Southampton. Toen was er in België amper interesse in klimaatverandering terwijl in het centrum alles in het teken daarvan stond. Zijn interesse in oceanografie veranderde toen hij in zijn eigen tuin de veranderingen zag die veroorzaakt werden door de droogte en de hitte. Een grove den verdorde en stierf in 2019 na enkele jaren af. In 2020 verloren de linde en de haagbeuk bijna al hun bladeren in zijn tuin. Bomen die zich verdedigen tegen hitte door water te verdampen, vonden te weinig vocht in de bodem. Als verdediging gooien zij hun bladeren af om het uitdrogen van takken en de stam te vermijden.

Het leek wel herfst in mijn tuin, midden in de zomer